# Skorran
Skorran är en sjö i Umeå kommun i Västerbotten och ingår i Hörnån-Öreälvens kustområde. Sjön har en area på 0,0542 kvadratkilometer och ligger 1,2 meter över havet.

## Delavrinningsområde
Skorran ingår i det delavrinningsområde (705635-169624) som SMHI kallar för Rinner mot Örefjärden. Medelhöjden är 15 meter över havet och ytan är 5,35 kvadratkilometer. Det finns inga avrinningsområden uppströms utan avrinningsområdet är högsta punkten. Avrinningsområdets utflöde mynnar i havet, utan att ha någon enskild mynningsplats. Avrinningsområdet består mestadels av skog (70 procent). Avrinningsområdet har 0,05 kvadratkilometer vattenytor vilket ger det en sjöprocent på 1 procent.